# روبرت موريس دويل
روبرت موريس دويل (بالإنجليزية: Robert Morris Doyle)‏ هو ضابط أمريكي، ولد في 5 مايو 1853، وتوفي في 15 ديسمبر 1925.